# Protéase à sérine

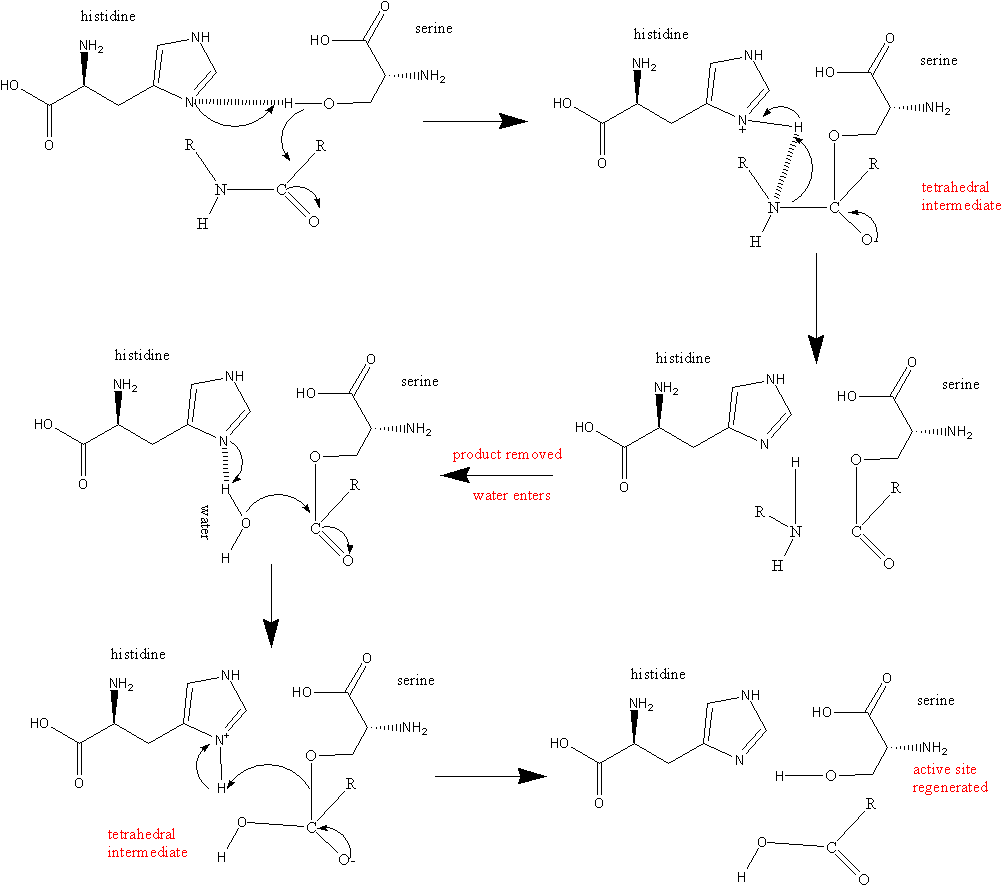
Mécanisme catalytique des protéases à sérine.

Les protéases à sérine (EC 3.4.21) sont une famille de protéases, ou peptidases, qui partagent le même mécanisme d'action. Comme toutes les protéases, elles ont pour fonction de cliver des protéines ou des peptides en hydrolysant leurs liaisons peptidiques. Elles sont appelées protéases à sérine car leur site actif contient un résidu de sérine qui joue un rôle essentiel dans la catalyse. On trouve des protéases à sérine chez pratiquement tous les organismes vivants, eucaryotes, bactéries et archées. Elles participent à une grande variété de processus biologiques, tels que la digestion, la réponse immunitaire, la coagulation sanguine, ou encore la maturation des virus.

## Mécanisme
Ces enzymes sont caractérisées par la présence d'une triade catalytique composée des chaînes latérales de trois acides aminés : His 57, Asp 102 et Ser 195. Ces résidus sont en interaction et forment un relai de charge qui rend nucléophile la sérine du site actif et permet l'attaque du groupe carbonyle de la liaison peptidique à hydrolyser. L'une des protéases à sérine les plus étudiées est la trypsine, dont le mécanisme a été particulièrement bien analysé.

## Protéases à serine et activités
Il existe un très grand nombre de protéases à sérine avec des spécificités variées, impliquées dans de multiples processus biologiques :
- La trypsine et la chymotrypsine sont des protéases digestives. La trypsine clive les protéines après les acides aminés portant une charge positive, lysine ou arginine, la chymotrypsine après les acides aminés aromatiques ou hydrophobes tels que tyrosine, phénylalanine ou encore leucine. Ces deux protéases sont produites dans le pancréas sous forme de précurseurs inactifs, le trypsinogène et le chymotrypsinogène respectivement, qui sont eux-mêmes activés par clivage protéolytique.

- L'élastase est une protéase à sérine qui dégrade l'élastine, fibre protéique élastique composant le tissu conjonctif. Elle est également produite sous forme inactive, la proélastase, par le pancréas.

- La thrombine est une protéase participant à la coagulation sanguine. Elle clive le fibrinogène, soluble, ce qui libère la fibrine, insoluble, qui participe à la formation du thrombus, ou caillot sanguin.

- La subtilisine est une protéase bactérienne produite par Bacillus subtilis.

- La protéase du virus de l'hépatite C (VHC) est également une protéase à sérine.

- Les protéases à sérine transmembranaire

## Inhibiteurs

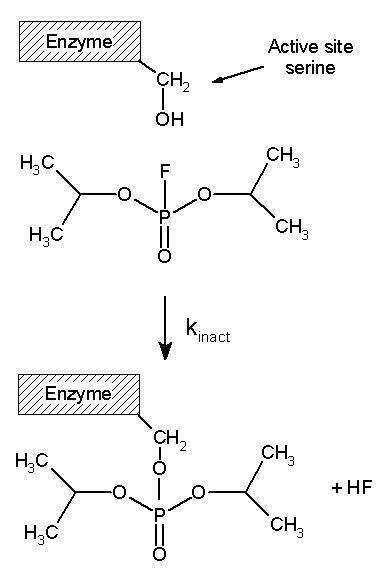
Réaction irréversible du DIFP (diisopropyl-fluorophosphate) avec la sérine catalytique du site actif des protéases à sérine.

Il existe de nombreux inhibiteurs des protéases à sérine. Certains sont très génériques et bloquent l'activité d'une majorité des enzymes de cette famille. D'autres en revanche sont sélectifs de l'une ou de quelques-unes d'entre elles seulement. Certains inhibent également des cholinestérases, ce qui en fait des produits neurotoxiques.
Parmi les inhibiteurs génériques, on trouve des composés qui bloquent l'activité de la sérine de la triade catalytique. C'est en particulier le cas de deux inhibiteurs très utilisés en biochimie pour inhiber la dégradation protéolytique lors des purifications de protéines :
- le diisopropylfluorophosphate (DFP) ;
- le fluorure de phénylméthylsulfonyle (PMSF).

Ces deux molécules sont des inhibiteurs suicides qui forment un adduit covalent avec la sérine de la triade catalytique. Ils sont toxiques, car ils sont aussi des inhibiteurs de l'acétylcholinestérase humaine. L'acétylcholinestérase a en effet un mécanisme enzymatique apparenté à celui des protéases à sérine, avec une triade catalytique analogue. 
Pour certaines de ces protéases, il existe aussi des inhibiteurs spécifiques. C'est le cas de l'hirudine, une protéine de sangsue qui bloque spécifiquement l'activité de la thrombine et joue ainsi un rôle anticoagulant.
Certains inhibiteurs spécifiques de la protéase du VHC sont aussi en cours d'essais cliniques de phase III et sont très sélectifs de cette protéase virale.